# Dabakan
Il dabakan è un tamburo delle Filippine.

## Descrizione
Il legno da cocco è usato per fare la cornice. La membrana del tamburo è coperta con la pelle di mucca o serpente. Il tamburo è usato per tenere il ritmo dell'insieme di kulintang. Un paio di bastoni di bambù o malacca colpisce la cima del tambour. 
Il dabakan è il solo strumento dell'insieme di kulintang che non è un gong.

## Galleria d'immagini

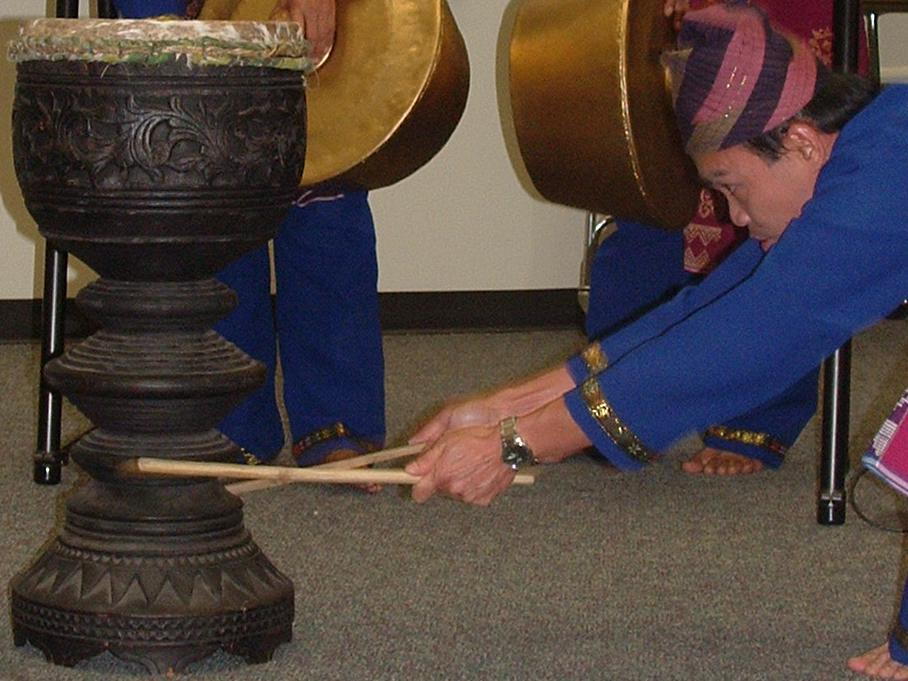
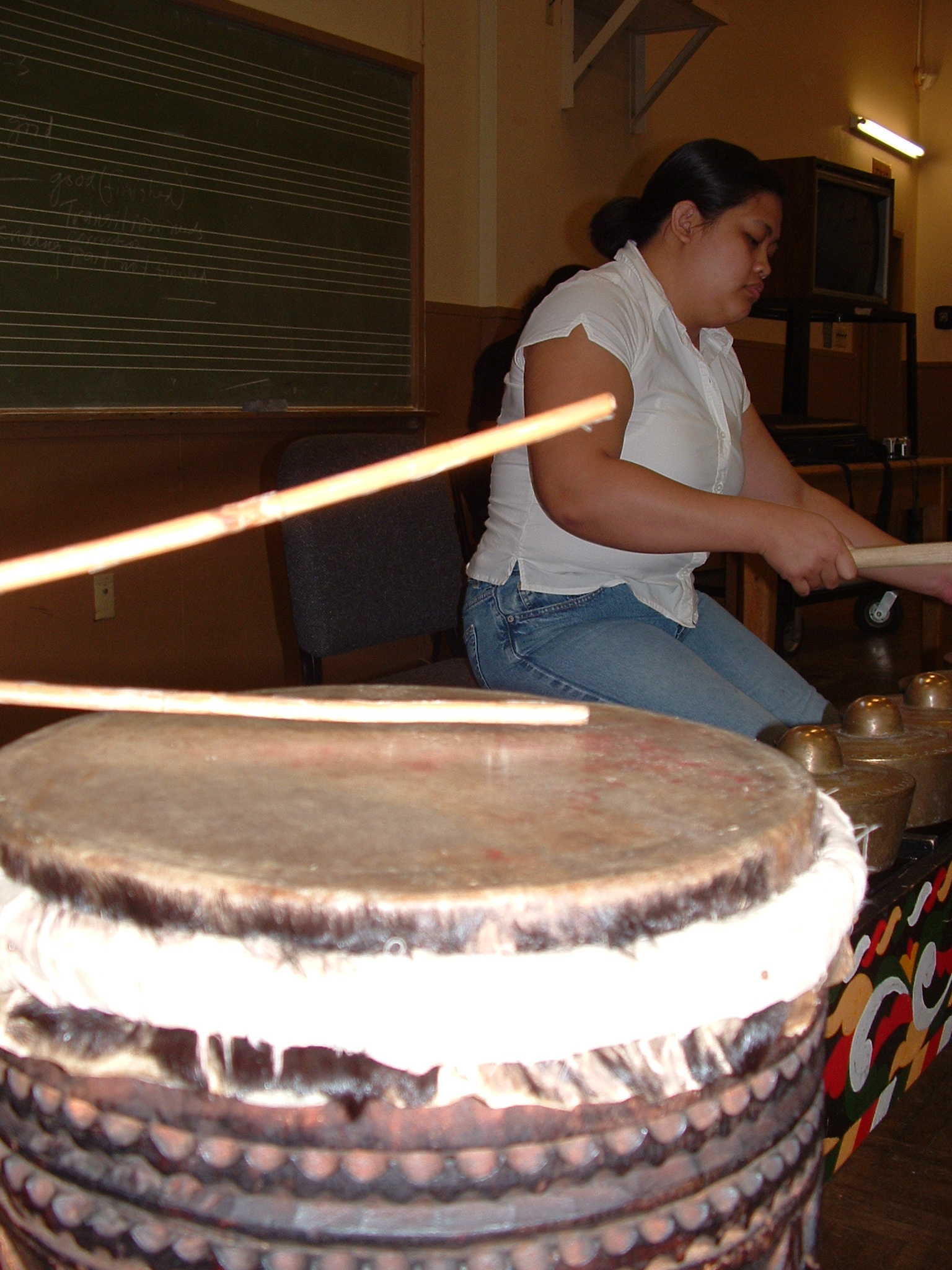
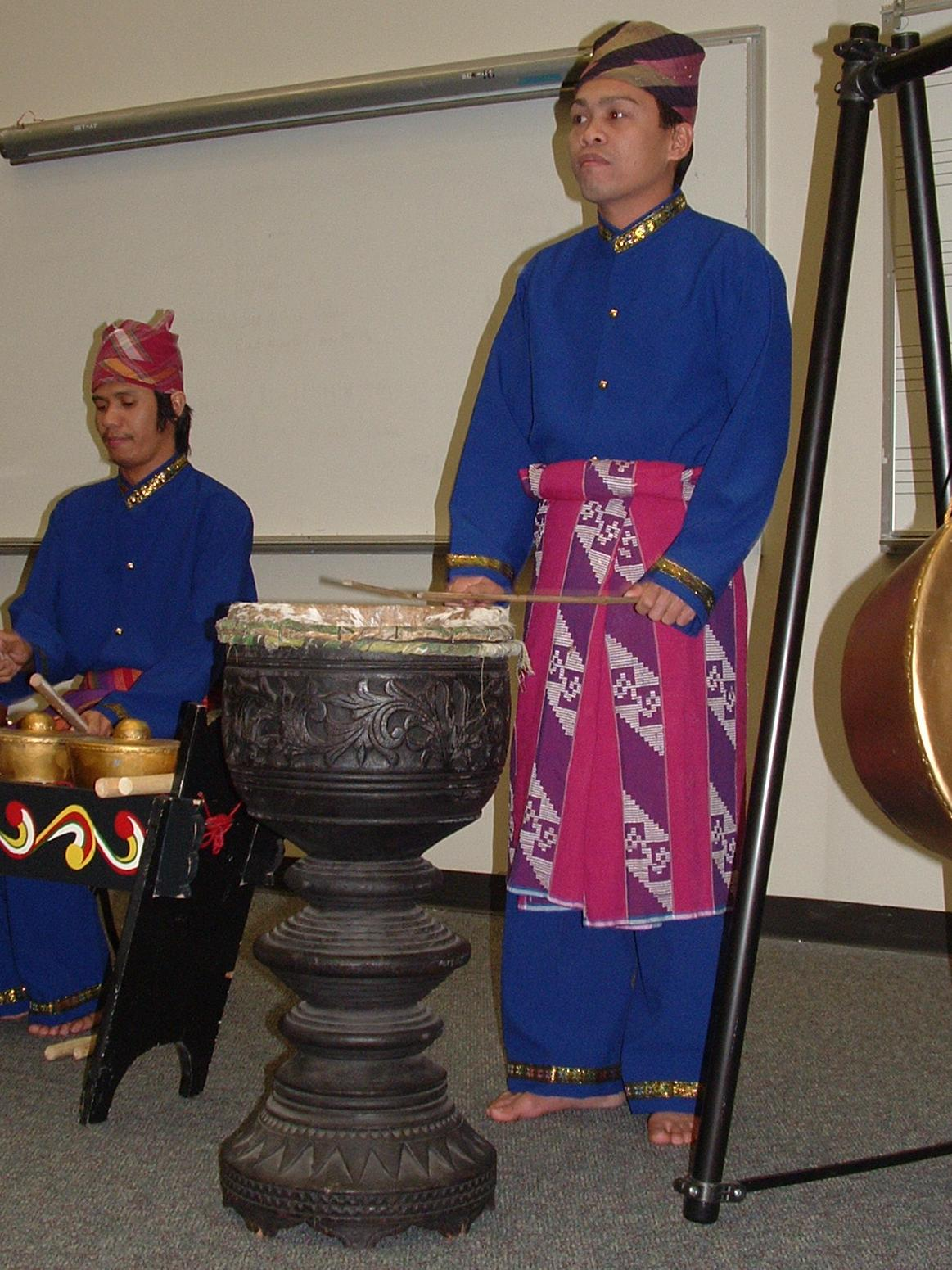
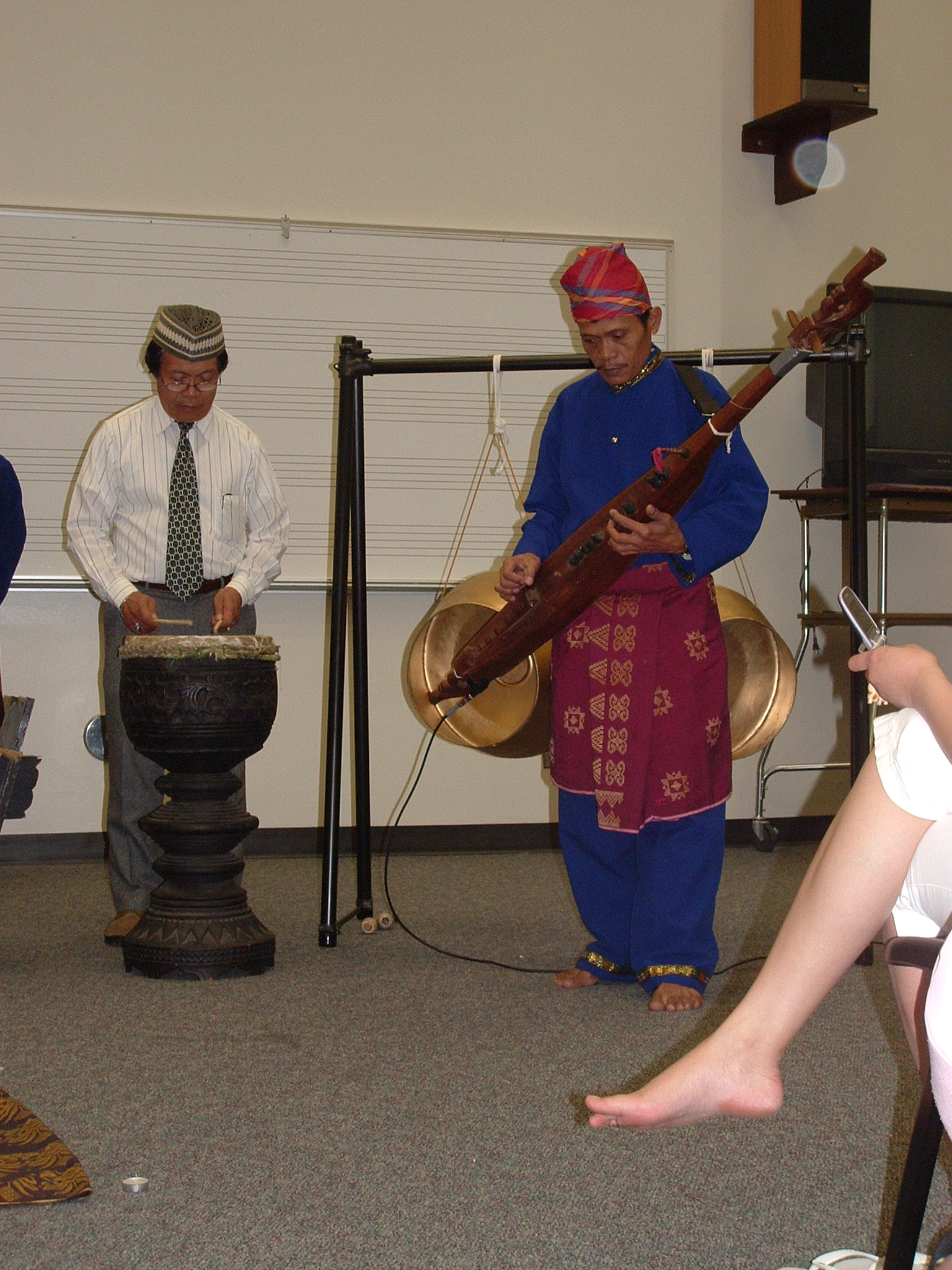